# هندريك ماركس
هندريك ماركس (14 نوفمبر 1989 بويندهوك في ناميبيا - 15 يوليو 2010) (بالإنجليزية: Hendrik Marx)‏ هو لاعب كريكت ناميبي. شارك مع منتخب ناميبيا الوطني للكريكت.

## وصلات خارجية
- هندريك ماركس على موقع إي آس بي آن كريك إنفو (الإنجليزية)